# Bučić
Bučić es un pueblo ubicado en la municipalidad de Merošina, en el distrito de Nišava, Serbia.

## Superficie
Posee una superficie de 5,115 kilómetros cuadrados.

## Demografía
Hasta 2011 la población era de 489 habitantes, con una densidad de población de 95,61  habitantes por kilómetro cuadrado.